# Mihael V. Kalafat
Mihael V. Brodograditelj († poslije 1042.), bizantski car od 1041. do 1042. godine. Naslijedio je svog ujaka Mihaela IV. uz pomoć svoje pomajke Zoe. Uskoro je izgubio podršku utjecajne carice, nakon čega je uhićen, oslijepljen, kastriran i zatočen u manastiru.